# ونسکار اینترناسیونال
ونسکار اینترناسیونال (به انگلیسی: Vensecar Internacional) یک شرکت هواپیمایی با کد یاتا V4 است که در ۱۹۹۶ میلادی تأسیس شده‌است. دفتر مرکزی ونسکار اینترناسیونال در کاراکاس، ونزوئلا واقع شده‌است و قطب این شرکت هواپیمایی در فرودگاه بین‌المللی سیمون بولیوار (ونزوئلا) قرار دارد و به ۸ مقصد، پرواز انجام می‌دهد.